# Женишек, Франтишек
Фра́нтишек Же́нишек (чеш. František Ženíšek; 25 мая 1849, Прага, Богемия, Австрийская империя — 15 ноября 1916, Прага, Богемия, Австро-Венгрия) — чешский художник.

## Жизнь и творчество
Франтишек Женишек родился в семье торговцев. Рано проявил способности к творчеству. Брал уроки у Карела Явурека, пока еще учился в школе. С 1863 по 1865 год он обучался в Академии изобразительных искусств у Эдуарда фон Энгерта. В 1875 году он получил свой первый крупный заказ.
Франтишек Женишек  был представителем академической живописи, отвечавшей общественным вкусам второй половины XIX столетия (неоренессанса). Известен в первую очередь своими монументальными полотнами на историческую тематику. Кроме этого, мастер прославился своими росписями фойе пражского Народного театра, выполненными совместно с художником Миколашем Алешом в 1881 году.
Кисти Ф. Женишека принадлежат такие шедевры настенной живописи, как Легенда, Жизнь человеческая, История, Богатырская песня, а также триптих Упадок, Воскрешение и Золотой век, аллегории восьми муз Лирика, Эпика, Танец, Мимика, Живопись, Архитектура и т. п.. В г. Кортрейке (Западная Фландрия) совместно с Б. Роубаликом создал настенную роспись городской ратуши, изображающей отъезд фламандского войска на битву при Куртре (1302). Произведения живописи работы Ф. Женишека отличает высочайший технический уровень исполнения.
Художник занимался также портретной живописью, написал около 80 портретов. Его кисти принадлежат оконные витражи собора св. Кирилла и Мефодия в Карлине. Занимался и преподавательской деятельностью: в 1885—1896 годах Ф. Женишек — профессор в Высшей школе прикладного искусства в Праге, в 1896—1915 — профессор, в 1903—1904 — ректор пражской Академии изящных искусств.
Наиболее известное из полотен Ф. Женишека «Олдржих и Божена» (1882) хранится в чешской Национальной галерее в Праге.
Его сын – изобретатель Юлиус Женишек.

## Галерея

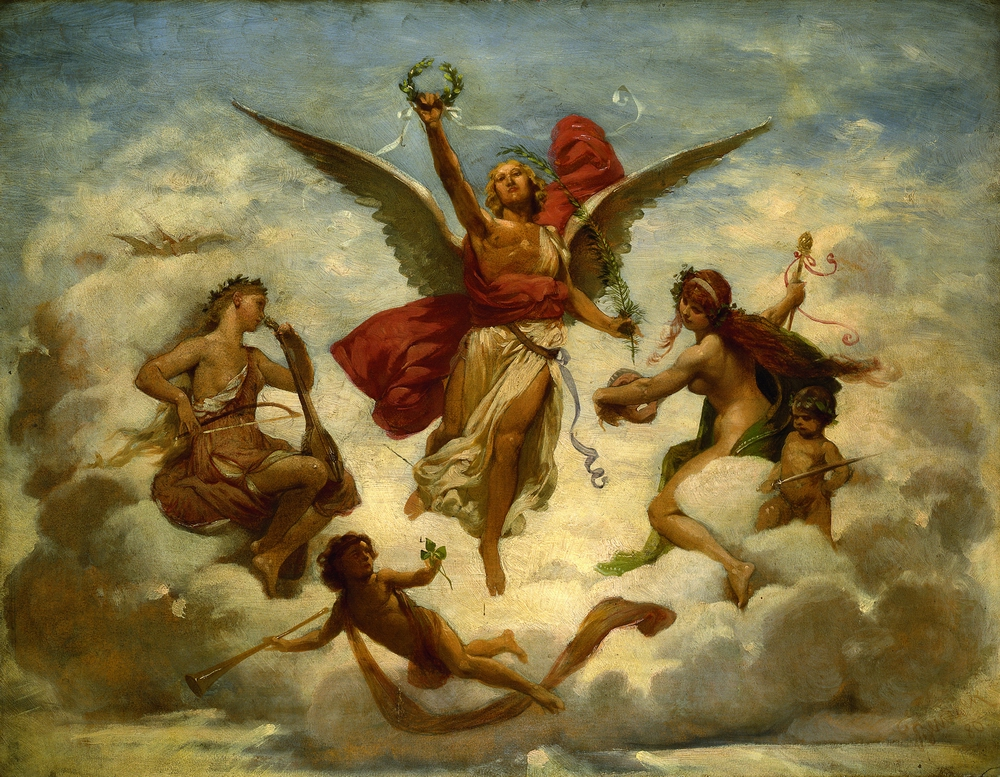
Роспись в пражском Народном театре (1881)
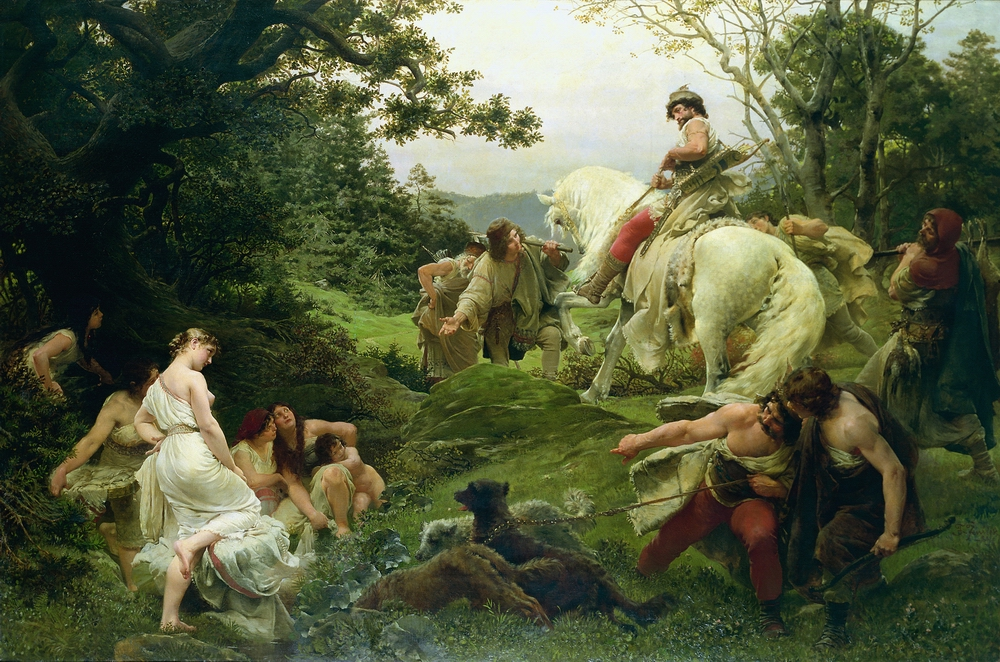
Олдржих и Божена
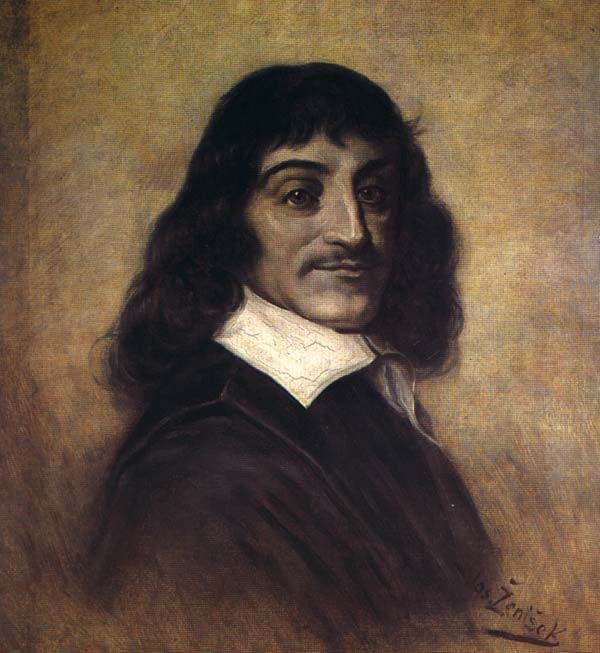
Портрет Рене Декарта
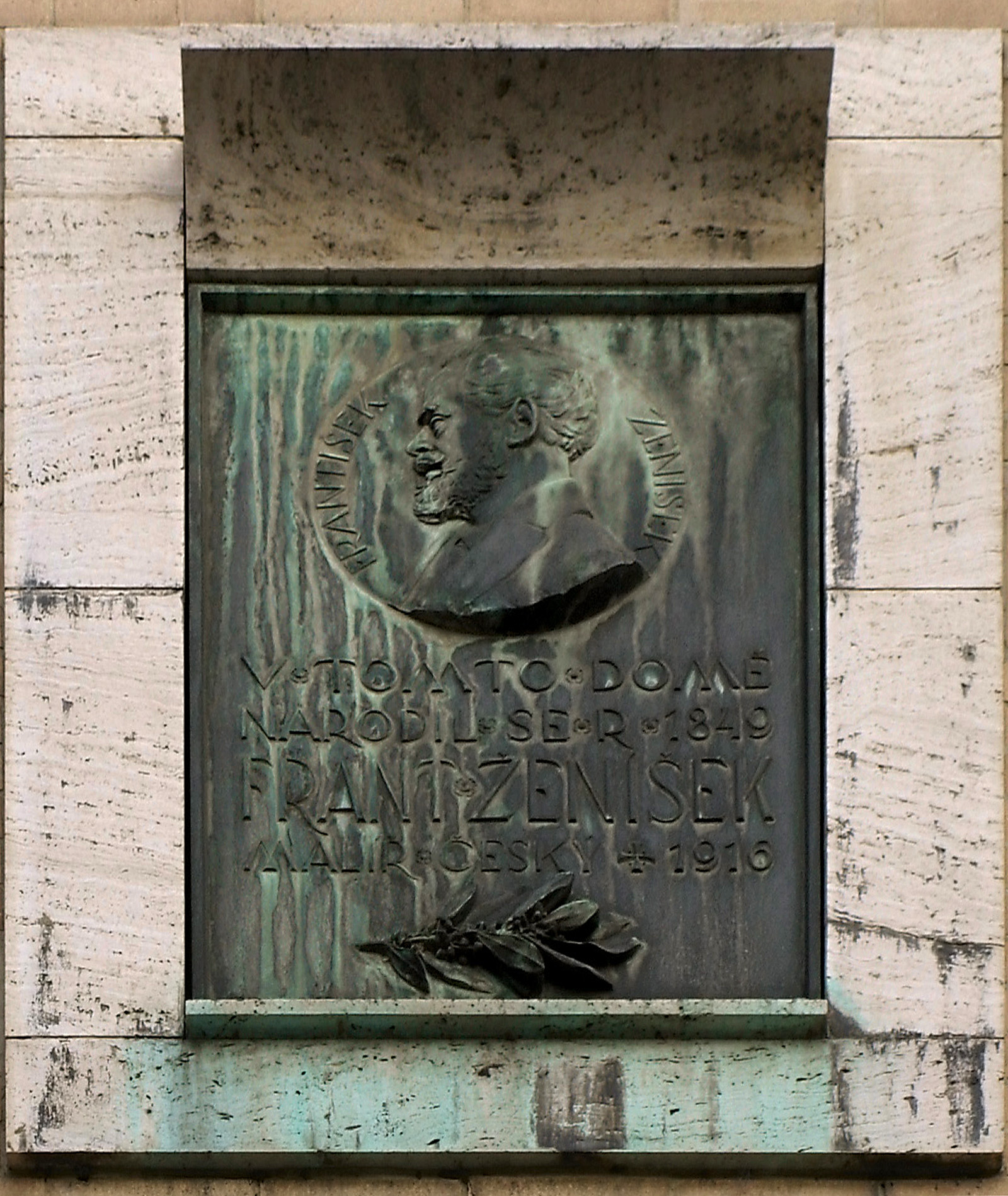
Памятная доска на доме художника